# チャイコフスキーの死

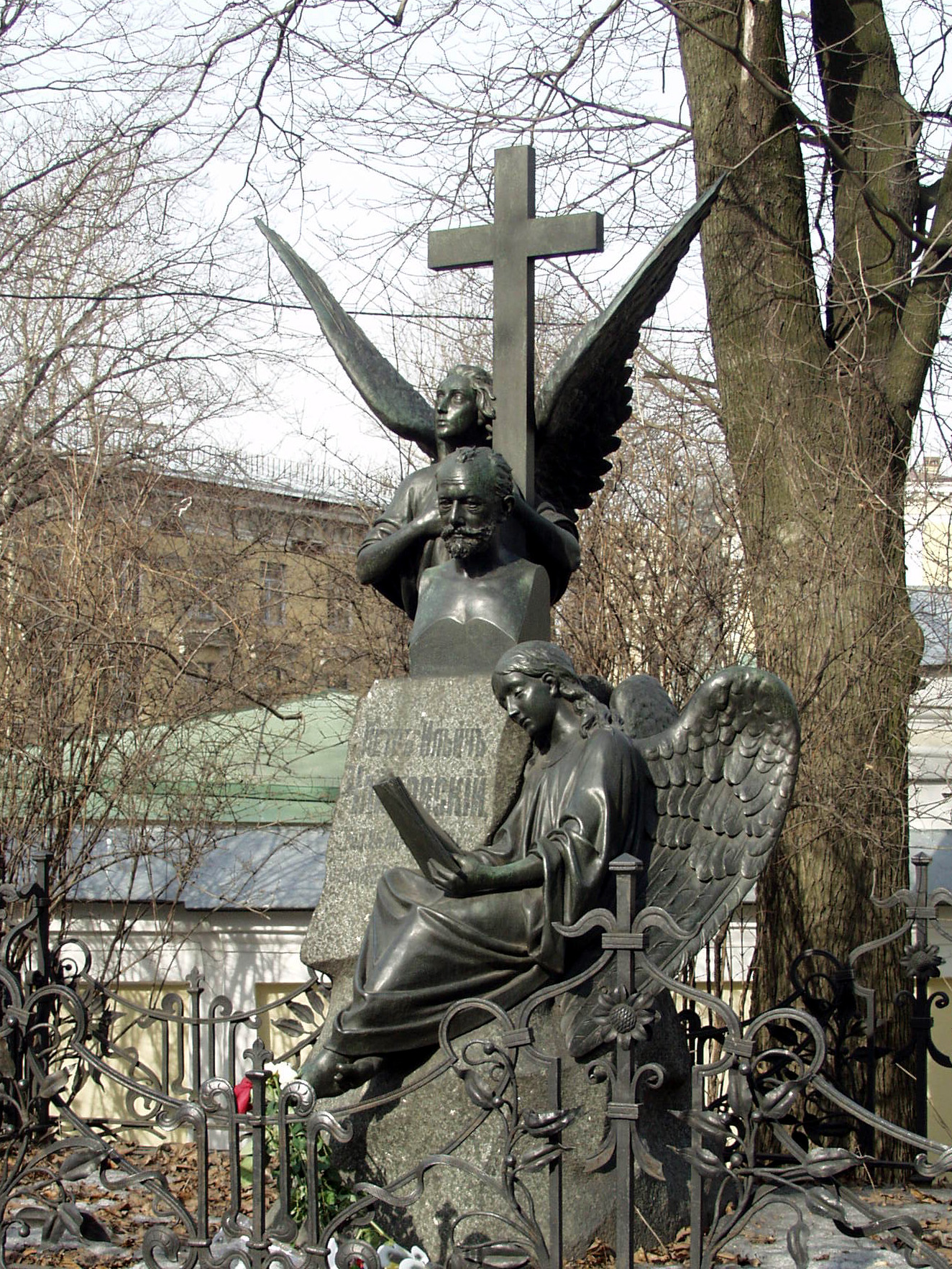
アレクサンドル・ネフスキー大修道院にあるチャイコフスキーの墓

チャイコフスキーの死では、1893年11月6日（ユリウス暦では10月25日）にロシアの作曲家であるピョートル・イリイチ・チャイコフスキーが死亡した経緯と原因について記述する。

## 概要
1893年11月6日、サンクトペテルブルクでチャイコフスキーが53歳で亡くなった。交響曲第6番の初演から9日後の出来事だった。死因には諸説あるが、一般にはコレラ、並びに併発した肺水腫が原因だとされている。チャイコフスキーの死の直後にも死因に対して様々な議論があった。
コレラの発病の原因として、チャイコフスキーが周りの反対を聞かず生水を飲んだことが理由とされている。当時のロシアにはコレラが流行しており社会に多大な影響を与えていたが、それは主に衛生設備に恵まれない下層階級の人々の病気と考えられており、様々な噂を呼んだ。治療を担当した医師のカルテの正確性も疑問視されていた。後述するように、チャイコフスキーが同性愛者だったことも様々な噂を呼ぶ原因となった。チャイコフスキーは1894年の予定を決めていたことや、自殺説には決定的な証拠がないことから、現在ではコレラで死亡したという説が一般的である。

## 最期の日々

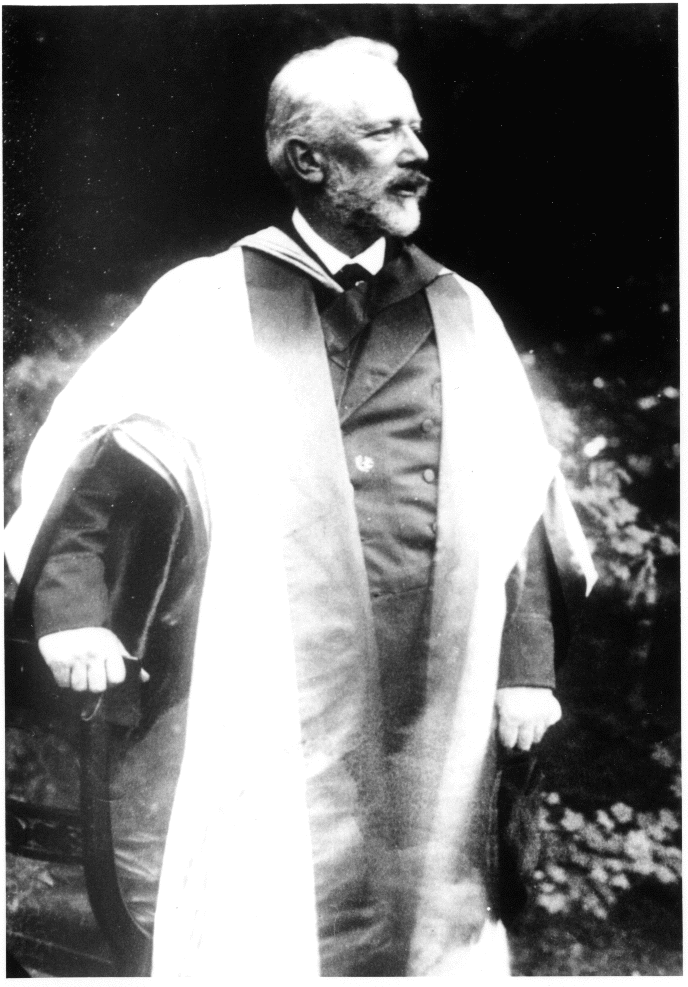
ケンブリッジ大学名誉博士号授与式でのチャイコフスキー《1893年6月13日》

以下はコレラ、並びに併発した肺水腫による最も一般的な死亡説である。
1893年11月1日（ユリウス暦10月20日）、チャイコフスキーはアレクサンドリンスキー劇場でアレクサンドル・オストロフスキーの演劇「熱き心」を鑑賞後、サンクトペテルブルクのレストラン「ライナー」で甥たちと共に食事をした（現在そのレストランは文学カフェになっている）。チャイコフスキーはそこで水を注文した。レストランでは沸騰させ殺菌した水の提供が出来なかったが、チャイコフスキーは周りの反対を聞かず、そのまま生水を飲んだ。
翌日の朝、チャイコフスキーは激しい腹痛と下痢に襲われた。胃痛は30代の頃からの彼の持病で、ヴィシーの温泉などで数年おきに療養していた。また、炭酸ナトリウム一匙をグラス一杯の水に注いだものなど、お気に入りの「薬」を服用していた。このとき、オデッサ歌劇場の指揮の依頼を承諾している。帰宅した弟モデストは、事態の深刻さを悟って、医師を呼んだがチャイコフスキーは不在だった。その日の夜、もう一度往診に訪れた医師は病状に驚いて別の高名な医師を呼んだ。そのときチャイコフスキーはコレラと診断された。病状は刻々と悪化したが、翌朝にかけていったんは危機を乗り越えた。
3日後の24日にメディアがコレラの発病を初めて報じた。部外者の訪問は禁止され、夜8時には昏睡状態に陥る。10時には肺水腫を併発した。イサアク大聖堂から司祭が訪れ、死の祈りを唱える。
そして翌日の1893年11月6日（ユリウス暦10月25日）午前3時15分、兄ニコライや弟モデスト、甥ウラジーミルが見守る中で心肺が停止した。

弟モデストは死の瞬間を次のように記している。

## 死後

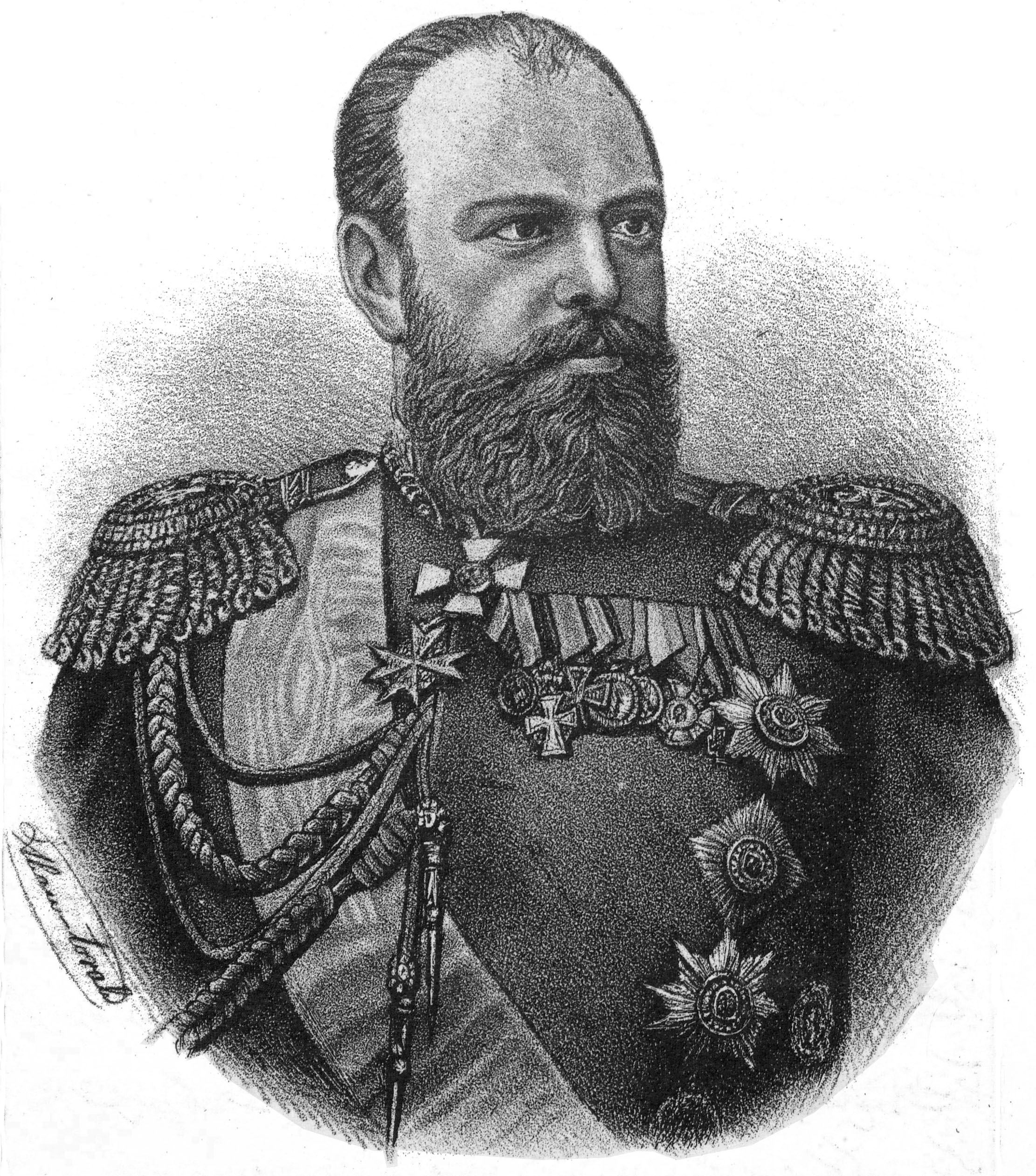
皇帝アレクサンドル3世

死の当日、皇帝アレクサンドル3世がカザン大聖堂での国葬と5000ルーブルの支出を決定。11月7日（ユリウス暦10月26日）には交響曲第6番がエドゥアルド・ナープラヴニークの指揮によって再演され、大きな反響を呼んだ。
葬儀は11月9日（ユリウス暦10月28日）に行われた。六頭立ての馬車に棺が乗せられ、最初にマリインスキー劇場へ運ばれた。その葬列は聖職者、遺族、各界代表者、法律学校の学生など長いものだった。道の両側には見送るファンなどの群衆が1万人にも達していた。葬列はマリインスキー劇場を引き返しカザン大聖堂に到着し、ここで葬儀が行われた。大聖堂には本来の収容人数を超えて、8000人以上の人々が参列した。そのなかには外国外交官や報道陣、そしてたくさんのファンがいた。葬儀は2日かけて行われ、それが終わるとチャイコフスキーの生前の希望で、アレクサンドル・ネフスキー大修道院のチフビン墓地に葬られた。

## ロシアにおけるコレラ
コレラがヨーロッパにたどり着いたのは、チャイコフスキーの死の1世紀前とされている。ボンベイからアラビアへ向かう巡礼者がロシアにもこの病気を持ち込んだ。
1888年、ウラジオストクでロシアでの初めての大流行が起きる。1892年までには、ロシアへの打撃は21の被害国の中でも最も酷いものになっていた。1893年でも、70カ所の地域がコレラと闘っていた。

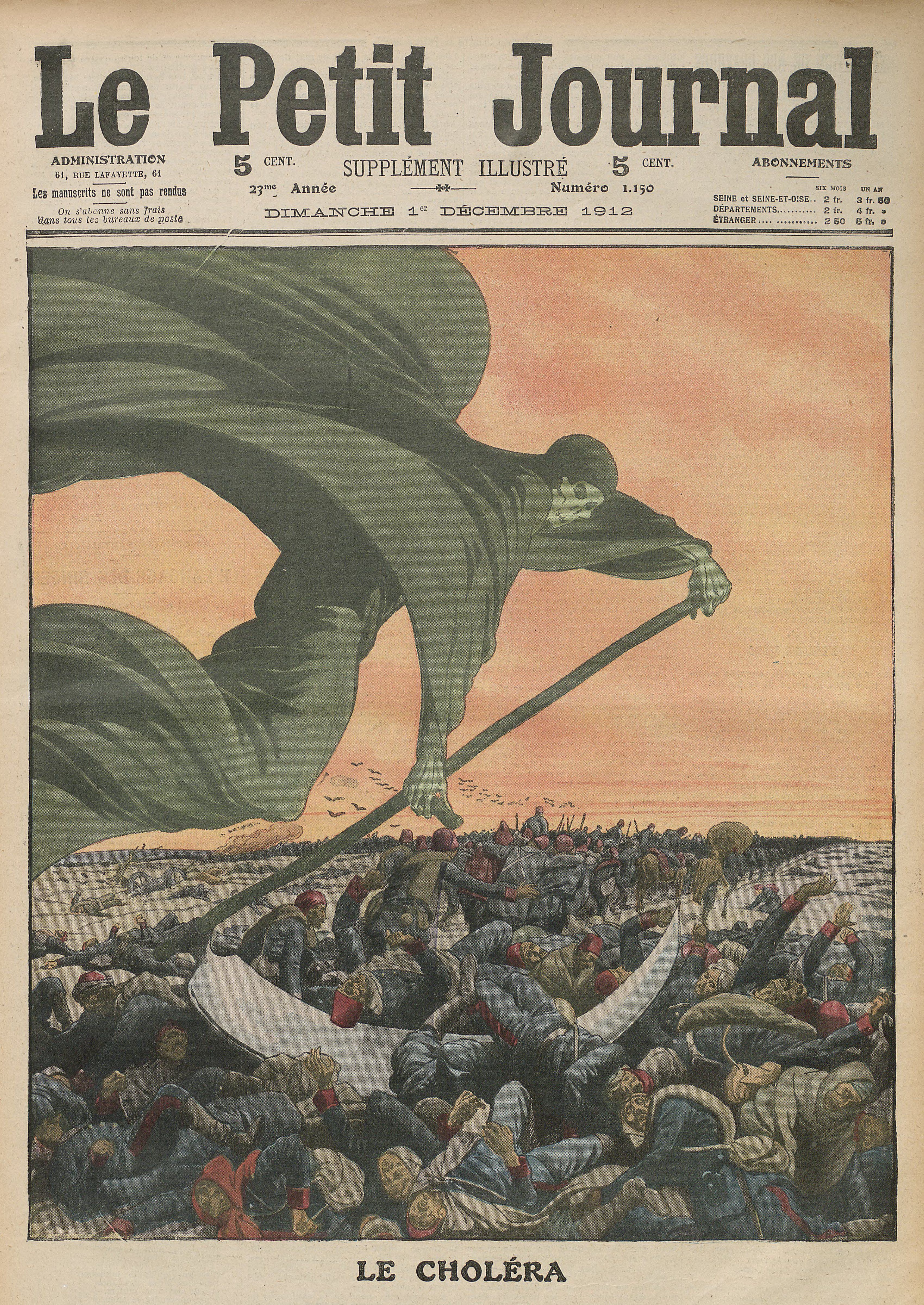
コレラを残忍な死神として描いている。

現在の記録によると、チャイコフスキーの命を奪ったそのコレラの大流行は、1892年5月14日から1896年2月11日までのものである。この間、50万4924人の人々が感染し、そのうち、22万6940人もの人々が死亡した。

### 社会的な汚名
この数字にもかかわらず、チャイコフスキーの死因がコレラだということに多くの人が驚いた。コレラは社会のあらゆる面で影響を与えていたが、それは貧困層の人々の病気だと考えられていた。この社会的な汚名のせいで、コレラは社会的に卑劣な死因となっていた。チャイコフスキーの死因がそのコレラだということは、彼の評判を富裕層の人々の間で低下させ、多くの人々の想像を絶するものだった。
1893年夏のサンクトペテルブルクの流行は、その通りにスラム街に限定するものだった。しかし、富裕層の人々にはコレラが流行することはなかった。生水の使用、飲用を禁じる規定を守ったからである
。さらに、コレラの流行は寒い秋、冬が近づくにつれてどんどんと衰え始めた。10月13日に報告された患者の数は200人だったが、チャイコフスキーの死亡した11月6日には“死亡率の大幅な低下“ とともに68人にまで減少している。しかし、ソ連の伝記作家、研究家のアレクサンドル・ポズナンスキーはこの数字が不正確であると主張している。

### 医師の知識不足
生物学者のアンソニー・ホールドンは、コレラは上層階級の人々の間でほとんど発生することがなかったため、チャイコフスキーを診察した2人の医師はそれ以前にコレラの症例を治療したことがなかった、あるいは見たこともなかっただろう、と述べている。彼らのこの病気についての知識は、教科書や医学雑誌で読んだことのみだったと思われる。ホールドンはまた、医師のチャイコフスキーの病状についての記録が、患者の診察によるものなのか、それともかつて読んだことのあるものによるのか疑問を呈している。後者の場合なら、チャイコフスキーの診断を誤っていた可能性がある。

## 様々な説

### レストランの生水によるコレラ
前述した通りの、レストラン「ライナー」で提供された生水によるコレラでの死亡説である。死後長い間、この説が信じられてきたが、1980年に発表された後述する自殺説が定説になった。しかし、1988年に発表されたポズナンスキーの論文によってもう一度最も一般的な説となった。ポズナンスキーは、コレラ菌がサンクトペテルブルクでより大きく流行していたこと、またチャイコフスキーに感染したコレラ菌はとても弱いものだったが、彼の持病であった胃痛を和らげるための常用薬がコレラ菌を増殖させたことを主張している。1990年、ソ連の音楽雑誌に掲載された生物学者ニコライ・ブリーノフの論文においてもこの説が論じられている。

### 他の原因によるコレラ
コレラの専門家バレンティン・ポコフスキー、そしてホールドンは男性との性行為によってコレラに感染した可能性があることを指摘している。この可能性が真実である証拠があるわけではないが、もしそうだった場合、ピョートル（チャイコフスキー本人）と弟モデストはこの事実を隠すために苦労しただろうとホールドンが主張している。
弟モデストは、伝記においてレストランではなく自宅の食卓にて生水を飲んでコレラに感染したと主張している。

### 名誉裁判所の命令による自殺
ソ連の音楽学者、アレクサンドラ・オルロヴァがこの説を主張しており、彼女の調査による詳細が、1980年に世界的に有名な音楽辞典『ニュー・グローヴ』に取り上げられた。
チャイコフスキーは同性愛者であったが、当時の帝政ロシアでは同性愛が違法であり、極刑に処されるのが普通であった。ところがチャイコフスキーはある貴族の甥と男色関係にあった。それを知ったその貴族が激怒し、皇帝に宛てた手紙を書き、それを、チャイコフスキーの友人であり当時高い地位にあったニコライ・ヤコビに手渡した。そこでヤコビはチャイコフスキーも同じく卒業した、かつての法律学校の同級生であり、当時のロシア法曹界の重鎮たちを6名呼び、合計8名で1893年の10月31日（ユリウス暦10月19日）に名誉裁判を開いた。その結果、チャイコフスキーの名誉のために自殺を命令された。チャイコフスキーは11月1日（ユリウス暦10月20日）にオペラの打ち合わせのため、弁護士のアウグスト・ゲルゲと会っているが、この説ではここでゲルゲが自殺用の砒素系の毒薬を持ってきたことになっている。この後自ら服毒する。
チャイコフスキーの一族の中にもこの説の支持者がいるが、1988年のポズナンスキーの論文を皮切りに、多くの疑問や矛盾が指摘されている。

### 皇帝の命令による自殺
スイスの音楽学者、ロバート・アロイ・ムーザーによる。アレクサンドル3世に自殺を命じられたというもの。